# Web mining

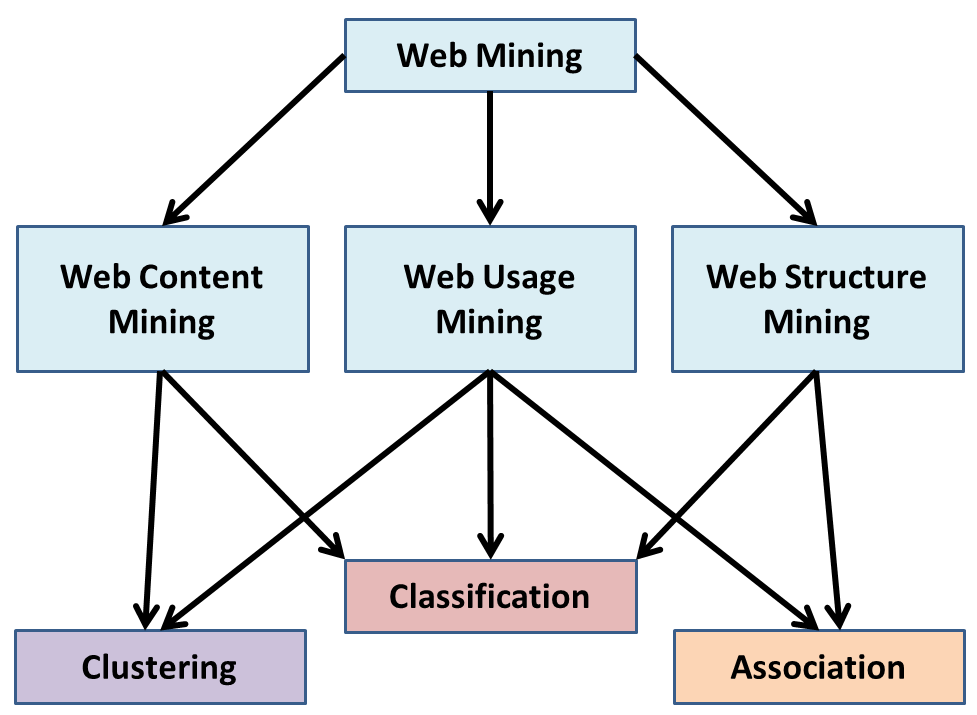
La relación general entre las categorías de Web Mining y los objetivos de Data Mining

El Web mining o Webmining es una metodología de recuperación de la información que usa herramientas de la minería de datos para extraer información tanto del contenido de las páginas web, de su estructura de relaciones (enlaces) y de los registros de navegación de los usuarios. 

## Tipos de minería de la Web
Web mining - es la aplicación de técnicas de minería de datos para descubrir los patrones de la Web. De acuerdo a los objetivos de análisis, la minería web se puede dividir en tres tipos diferentes, que son la minería de uso de la Web, minería del contenido de la Web y minería de la estructura de la Web.
En este sentido podemos definir el Web mining en tres variantes:
1. Minería del contenido de la Web, o Web Content Mining;
2. Minería de la estructura de la Web, o Web Structure Mining;
3. Minería de los registro de navegación en la Web, o Web Usage Mining.

## Minería del uso de la Web
La minería del uso de la Web es un proceso de extracción de información útil a partir de los registros del servidor, es decir, del historial de los usuarios. La minería del uso de la Web es el proceso de descubrir lo que los usuarios buscan en Internet. Algunos usuarios pueden estar mirando sólo los datos textuales, mientras que otros pueden estar interesados en los datos multimedia.

## Minería del contenido de la Web
Minería del contenido de la Web es el proceso de descubrir información útil de texto, imagen, audio o datos de vídeo en la web. La minería de contenido web a veces se llama la minería de textos web, porque el contenido del texto es la zona más ampliamente investigado. Las tecnologías que se utilizan normalmente en la minería de contenido web son el procesamiento del lenguaje natural y la recuperación de información.

## Minería de la estructura de la Web
Minería de la estructura de la Web es el proceso de utilización de la teoría de grafos para analizar el nodo y la estructura de conexión de un sitio web. Según el tipo de web de los datos estructurales, estructura de minería de la Web se pueden dividir en dos tipos:
- El primer tipo es la extracción de patrones a partir de hipervínculos de la web. Un hipervínculo es un componente estructural que conecta a la página web en una ubicación diferente.
- El otro tipo es la minería de la estructura del documento. Se está utilizando la estructura de árbol para analizar y describir el HTML (Hyper Text Markup Language) o XML (eXtensible Markup Language) tags dentro de la página web.

## Pros y contras Web mining

### Pros
Web Mining esencialmente tiene muchas ventajas que hace que esta tecnología sea atractiva para las sociedades, incluidas las agencias de gobierno. Esta tecnología ha permitido el comercio electrónico para hacer marketing personalizado, que finalmente resulta en mayores volúmenes de comercio. Las agencias gubernamentales están utilizando esta tecnología para clasificar las amenazas y la lucha contra el terrorismo. La capacidad de predicción de la aplicación de la minería puede beneficiar a la sociedad mediante la identificación de actividades delictivas. Las compañías pueden establecer una relación mejor atención al cliente, dándoles exactamente lo que necesitan. Las empresas pueden entender las necesidades del cliente mejor y pueden reaccionar a las necesidades del cliente más rápido. Las empresas pueden encontrar, atraer y retener a los clientes, ya que pueden ahorrar en los costes de producción mediante la utilización de la visión adquirida de los requisitos del cliente. Se puede aumentar la rentabilidad de fijación de precios objetivo sobre la base de los perfiles creados. Incluso se puede encontrar el cliente que podría defecto a un competidor de la compañía tratará de retener al cliente ofreciendo ofertas promocionales a los clientes específicos, reduciendo así el riesgo de perder un cliente.

### Contras
La cuestión ética más criticada sobre el uso de Web Mining es la invasión de la privacidad. La privacidad se considera perdida cuando la información relativa a una persona se obtiene, se usa o difusión, especialmente si esto ocurre sin su conocimiento o consentimiento. Los datos obtenidos serán analizados, y agrupados para formar perfiles, los datos serán anónimos antes de la agrupación a fin de que ningún individuo pueda ser vinculado directamente a un perfil. Pero por lo general los perfiles de grupo se utilizan como si fueran perfiles personales. Así, estas aplicaciones de individualizar a los usuarios de juzgar por sus clics del ratón. De la individualización, se puede definir como una tendencia de juzgar y tratar a las personas sobre la base de las características del grupo en lugar de en sus propias características individuales y el fondo.
Otra preocupación importante es que las empresas de recogida de los datos para un propósito específico podrían utilizar los datos para un fin totalmente distinto, y esto viola fundamentalmente los intereses del usuario. La tendencia creciente de la venta de datos personales como una mercancía alienta a propietarios de sitios web para el comercio de datos personales obtenidos de su sitio. Esta tendencia ha aumentado la cantidad de datos capturados y comercializados aumenta las posibilidades de la vida privada de ser invadido. Las empresas que compran los datos tienen la obligación de hacer que el anonimato y que estas empresas se consideran autores de cualquier versión específica de los patrones de la minería. Son legalmente responsables de los contenidos de la liberación; cualquier inexactitud en la publicación resultará en demandas serias, pero no hay ninguna ley que les impide el comercio de los datos. Algunos de los algoritmos de minería podrían utilizar los atributos de polémica como el sexo, raza, religión u orientación sexual a categorizar a los individuos. Estas prácticas pueden transgredir las leyes contra la discriminación. Las aplicaciones hacen que sea difícil identificar el uso de tales atributos polémicos, y no hay ninguna norma firme contra el uso de algoritmos de este tipo con tales atributos. Este proceso podría resultar en una denegación de servicio o un privilegio a una persona basándose en su raza, religión u orientación sexual, ahora esta situación puede evitarse con los altos estándares éticos gestionados por la empresa de minería de datos. Los datos recogidos son en forma anónima para que, los datos obtenidos y los patrones obtenidos no se puedan remontar a un individuo. Puede parecer como si esto no plantea ninguna amenaza a la vida privada, en realidad muchos de información adicional se puede deducir por la aplicación de la combinación de dos datos por separado sin escrúpulos por parte del usuario.